# Muhammad Hakimi Ismail
Muhammad Hakimi Ismail (* 8. April 1991 in Taiping) ist ein malaysischer Dreispringer.

## Sportliche Laufbahn
Erste internationale Erfahrungen sammelte Muhammad Hakimi Ismail bei den Jugendweltmeisterschaften 2007 in Ostrava, bei denen er mit 14,56 m in der Qualifikation ausschied. Bei den Commonwealth Youth Games in Pune im Jahr darauf gelangte er mit 14,88 m auf Rang sechs. 2011 qualifizierte er sich für die Asienmeisterschaften in Kōbe, bei denen er mit 15,77 m auf Rang sechs gelangte. Anschließend wurde er bei den Südostasienspielen in Palembang mit 15,92 m Vierter, wie auch bei den Hallenasienmeisterschaften 2014 in Hangzhou mit neuem Hallenrekord von 16,00 m. 2013 gewann er bei den Südostasienspielen in Naypyidaw mit 16,44 m die Silbermedaille hinter dem Vietnamesen Nguyễn Văn Hùng. Im Sommer nahm er erstmals an den Asienspielen im südkoreanischen Incheon teil und wurde mit einer Weite von 16,29 m Sechster. 2015 siegte er mit 16,76 m bei den Südostasienspielen in Singapur und belegte bei der Sommer-Universiade in Gwangju mit 16,59 m Platz vier. Er qualifizierte sich auch für die Weltmeisterschaften in Peking, bei denen er mit 15,93 m in der Qualifikation ausschied.
2016 wurde bei den Hallenasienmeisterschaften in Doha mit 15,75 m Siebter und bei den Asienmeisterschaften in Bhubaneswar mit 15,97 m Fünfter. Anschließend siegte er bei den Südostasienspielen in Kuala Lumpur mit neuem Landesrekord von 16,77 m. 2018 nahm er erstmals an den Commonwealth Games im australischen Gold Coast teil und belegte dort mit 15,97 m den neunten Platz. Ende August nahm er ebenso an den Asienspielen in Jakarta teil und wurde dort mit 16,15 m Siebter. Im Jahr darauf erreichte er bei den Asienmeisterschaften in Doha mit einem Sprung auf 15,83 m Rang acht. Anfang Dezember verteidigte er bei den Südostasienspielen in Capas mit 16,68 m seinen Titel.
2013, 2018 und 2019 wurde Ismail malaysischer Meister im Dreisprung.

## Persönliche Bestleistungen
- Dreisprung (Freiluft): 16,77 m (+0,2 m/s), 23. August 2017 in Kuala Lumpur (malaysischer Rekord)
  - Dreisprung (Halle): 16,00 m, 16. Februar 2014 in Hangzhou (malaysischer Rekord)